# Вшанування жертв Бабиного Яру

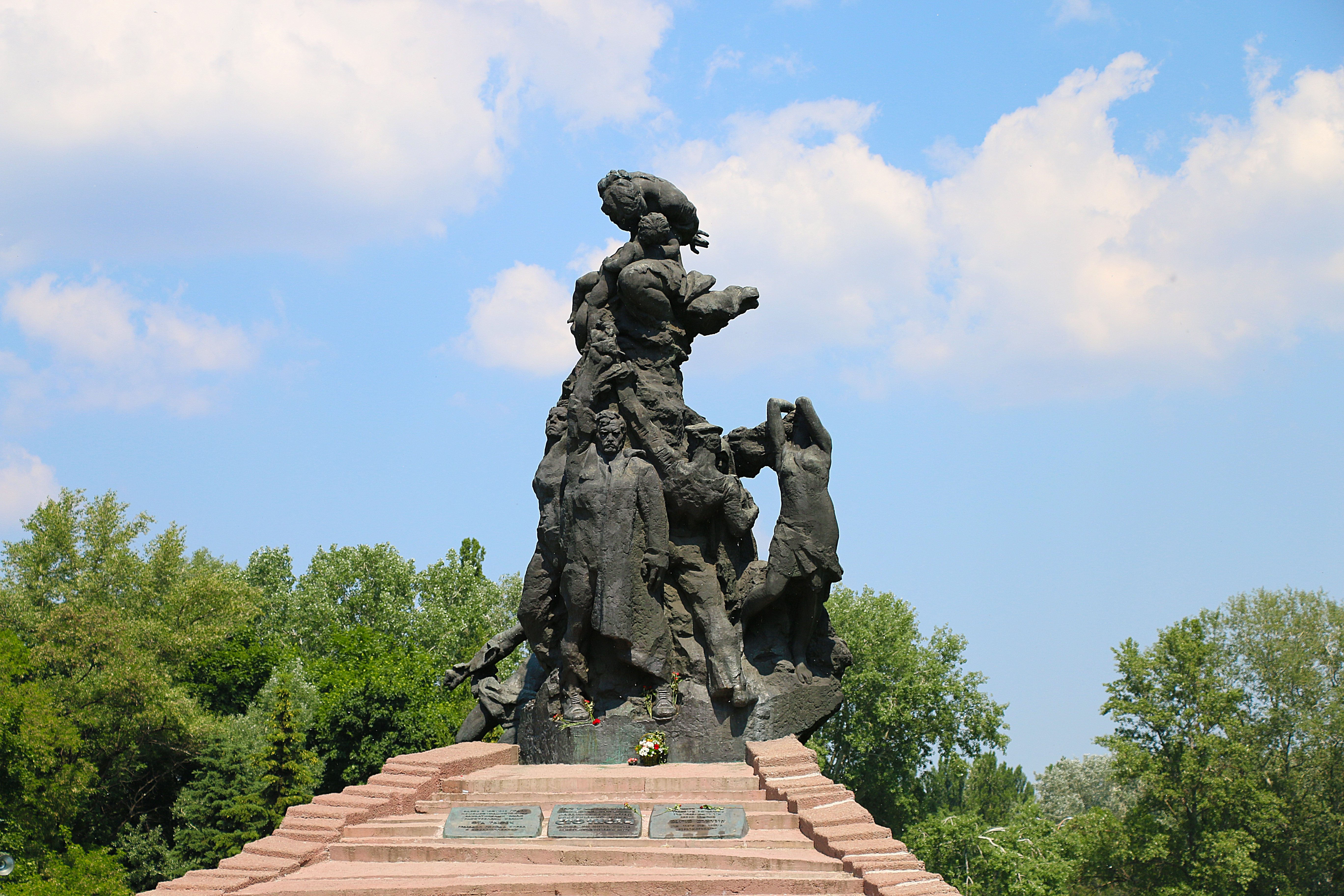
Комплекс пам'яток в урочищі Бабин Яр

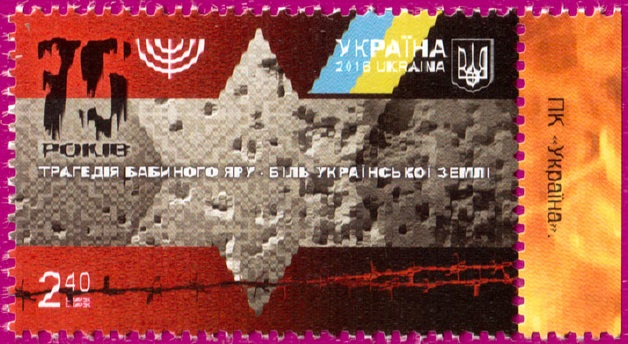
Поштова марка України 2016 року, випущена на вшанування 75-ї річниці трагедії Бабиного Яру

Бабин Яр — місце масового вбивства жертв нацистського режиму у Києві. За різними оцінками, тут було вбито від 70 до 150 тисяч людей, серед яких було від 50 до 70 тисяч євреїв, а також радянські військовополонені, діячі Української національної ради, роми, пацієнти психіатричної лікарні. 13 березня 1961 з яру почалася куренівська трагедія.
29 вересня — День пам'яті трагедії у Бабиному Яру

## Радянська політика пам'яті у питанні Бабиного Яру
Тривалий час радянська влада намагалася замовчати трагедію у Бабиному Яру. Надзвичайна державна комісія зі встановлення і розслідування злодіянь німецько-фашистських загарбників та їхніх спільників і заподіяних ними збитків громадянам, колгоспам, громадським організаціям, державним підприємствам СРСР підготувала наступний звіт (1943):
|  | Гитлеровские бандиты произвели массовое зверское истребление еврейского населения. Они вывесили объявление, в котором всем евреям предлагалось явиться 29 сентября 1941 года на угол Мельниковой и Доктеревской улиц, взяв с собою документы, деньги и ценные вещи. Собравшихся евреев палачи погнали к Бабьему Яру, отобрали у них все ценности, а затем расстреляли. |

Але у 1944 році його було цензуровано:
|  | Гитлеровские бандиты согнали 29 сентября 1941 года на угол Мельниковой и Доктеревской улиц тысячи мирных советских граждан. Собравшихся палачи повели к Бабьему Яру, отобрали у них все ценности, а затем расстреляли. |

Лише після велелюдного стихійного мітингу з нагоди 25 роковин трагедії 29 вересня 1966 року за участю відомих дисидентів Івана Дзюби та Віктора Некрасова, про неї почали говорити на державному рівні.
У 1965 році був оголошений закритий конкурс на найкращий пам'ятник жертвам Бабиного Яру. Найкращими були визнані проекти відомих київських архітекторів Й. Каракіса і А. Мілецького. Однак представлені проекти «не вписувалися» у світогляд тодішньої влади, і конкурс закрили, а в жовтні 1966 року в сквері в південній частині яру був встановлений зовсім інший гранітний обеліск, на місці якого в 1976 році був відкритий вказаний нижче пам'ятник. Відкриття пам'ятника було зустрінуте жорсткою критикою за межами СРСР за те, що євреї не були згадані особливо.

## Перелік пам'ятників

### Пам'ятники в Україні

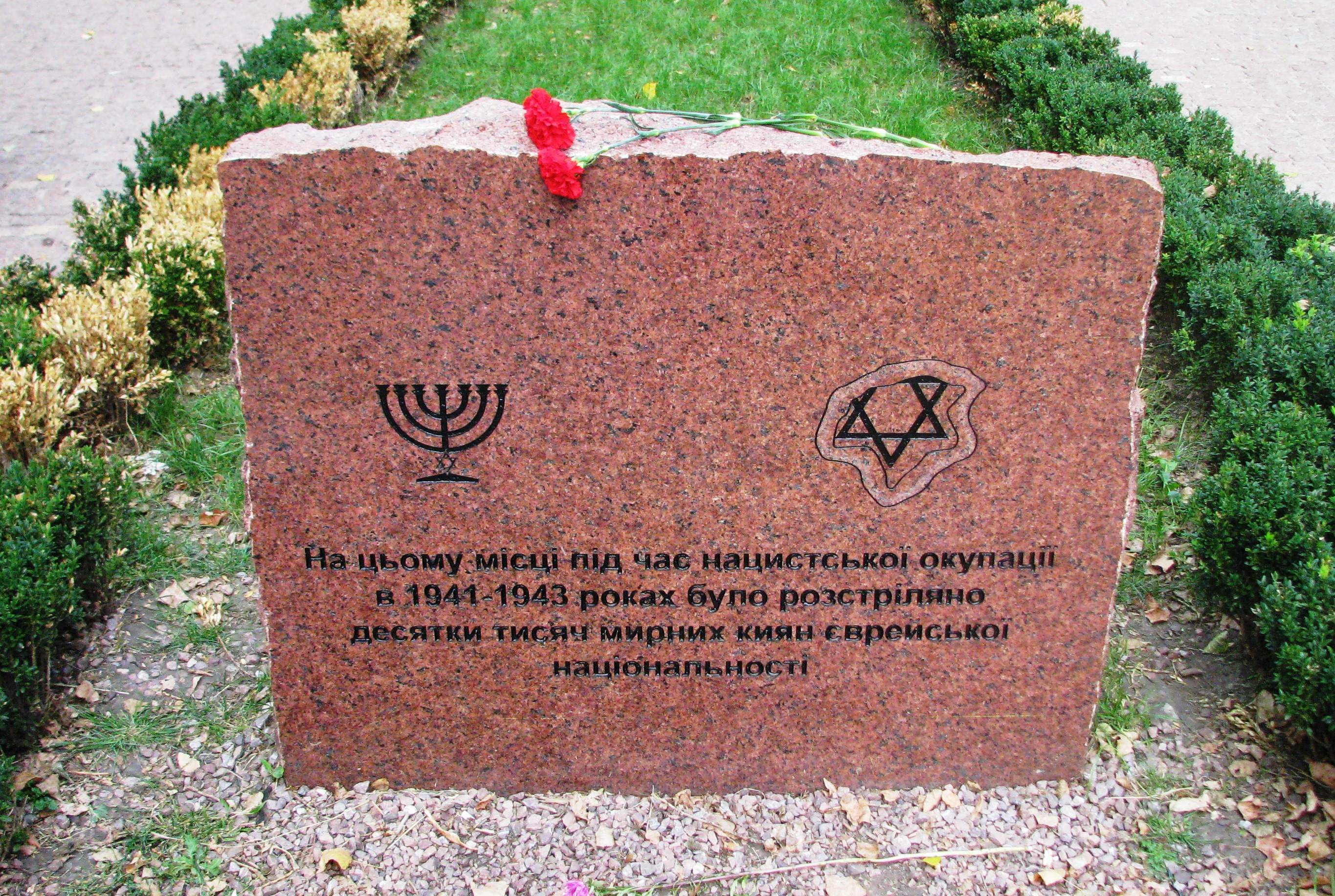
Меморіальний камінь

Пам'ятник розстріляним євреям «Менора»

##### Пам'ятка національного значення
- «Пам'ятник радянським громадянам та військовополоненим солдатам і офіцерам Радянської армії, розстріляним німецькими фашистами у Бабиному Яру». Відкритий 2 липня 1976 р. Автори — скульптори М. Лисенко, В. Сухенко, О. Вітрик, архітектори А. Ігнащенко, Л. Іванченко, В. Іванченков. Загальна висота монументу — 14 метрів.[10].

|  | Тут у 1941—1945 роках німецько-фашистськими загарбниками були розстріляні понад сто тисяч громадян міста Києва і військовополонених. |

##### Пам'ятки місцевого значення
- Пам'ятний знак «Менора», встановлений 29 вересня 1991 р., у 50-ту річницю першого масового розстрілу євреїв у Бабиному яру.
- Дерев'яний хрест у пам'ять про розстріляних членів ОУН та поетеси Олени Теліги. Встановлений 21 лютого 1992 р., у 50-ту річницю розстрілу Олени Теліги та її соратників. У 2006 р. біля нього вмонтовано плити із переліком 62 імен загиблих мельниківців[11]. Уночі проти 15 липня 2009 року невідомі повалили хрест та розбили меморіальну дошку біля нього. 28 вересня 2009 року відновлений пам'ятний знак знову було відкрито та освячено. Згодом були інші випадки вандалізму проти пам'ятника (облиття фарбою, підпали тощо). У липні 2016 року з нагоди 110-ї річниці від дня народження Олени Теліги на тому ж місці замість дерев'яного встановлено кам'яний хрест.
- Дерев'яний хрест у пам'ять про розстріляних священнослужителів за заклики до захисту Вітчизни від німецьких загарбників. Хрест на місці розстрілу 6 листопада 1941 р. архімандрита Олександра (Вишнякова) та протоієрея Павла за заклики до спротиву німецьким окупантам. Встановлений у 2000 р.
- Пам'ятний камінь на ознаку спорудження єврейського культурного центру «Спадщина». Закладений 29 вересня 2001 р., у 60-ту річницю першого масового розстрілу євреїв.
- Пам'ятний знак розстріляним у Бабиному Яру дітям. Відкритий 30 вересня 2001 р. біля виходу зі станції метро «Дорогожичі».
- Пам'ятник жертвам нацизму біля перетину вулиць Дорогожицької та Оранжерейної, з символічним зображенням концтабору та написами «Пам'ять заради майбутнього» і «Світові, знівеченому нацизмом». Апостроф у слові «Пам'ять» зроблено у вигляді латинської літери «u» («українці») зі штампом «Ost» («остарбайтери»). Встановлений у 2005 р.
- Пам'ятник жертвам Куренівської трагедії 1961 року, встановлений 13 березня 2006 р., у 45-ту річницю катастрофи.
- Пам'ятник підпільниці, Герою України Тетяні Маркус на розі вулиць Дорогожицької та Олени Теліги. Скульптор Валерій Медведєв. Відкрито 1 грудня 2009 року.[12]
- Над урвищем з північного боку — три могильні насипи з чорними металевими хрестами, що їх установили невідомі особи. На одному з хрестів напис білою фарбою: «І на цьому місці вбивали людей в 1941. Господи, упокой їх душі» (спочатку напис був російської мовою, пізніше замінено на українськомовний).
- Дорога скорботи (від вулиці Юрія Іллєнка до пам'ятного знаку «Менора»). Уздовж неї встановлено підняті з дна яру надгробки поховань зі знищеного Лук'янівського єврейського кладовища. Із гучномовців обабіч алеї лунає перелік імен та прізвищ євреїв, розстріляних у Бабиному яру.

##### Щойно виявлені пам'ятки
- Склеп родини Качковських.

##### Пам'ятні знаки, які відображають різні сторінки трагедії Бабиного Яру

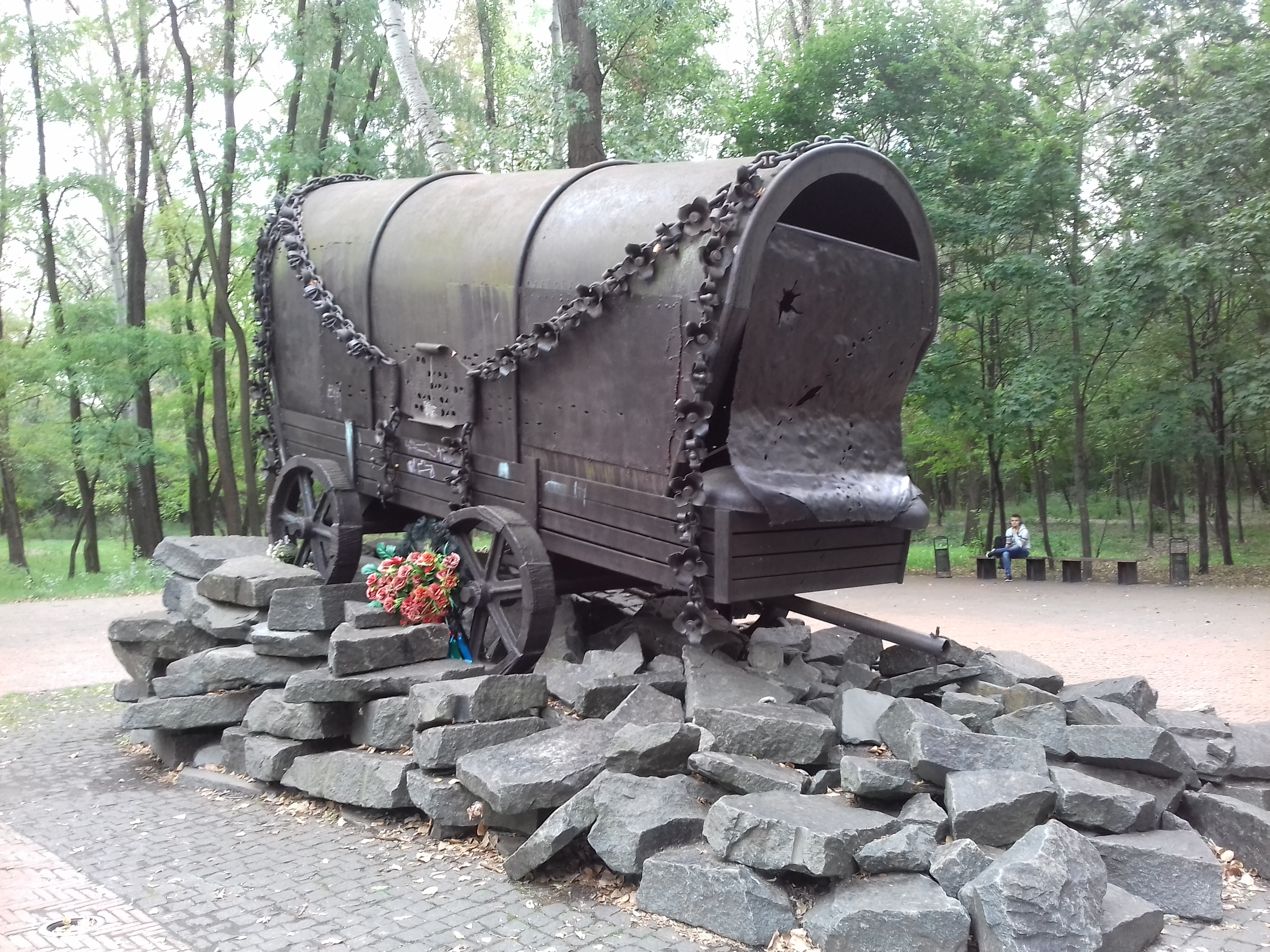
Ромська Кибитка

- В'язням Сирецького концтабору, встановлений в 90-ті роки на розі вулиць Дорогожицької і Парково-Сирецької.
- Київським футболістам — на вул. Грекова, 22-а.
- Монумент «Ромська Кибитка» у пам'ять про жертви Геноциду ромів 1941—1943 років, відкритий 23 вересня 2016 року[13]. Автор — архітектор Анатолій Ігнащенко. До цього на території заповідника кілька років існував пам'ятний знак у вигляді каменя з написом: «В пам'ять про ромів, розстріляних у Бабиному Яру».
- Пацієнтам психіатричної лікарні, розстріляним в 1941—1942 рр. — на території Кирилівської лікарні.
- Пам'ятний знак початку «Дороги скорботи» на перетині вулиць Юрія Іллєнка та Дорогожицької.
- Пам'ятник Анатолію Кузнєцову (на перетині вулиць Кирилівської і Петропавлівської на Куренівці).
- Пам'ятник Олені Телізі на перетині вулиць Олени Теліги та Юрія Іллєнка[14].

##### Інші меморіальні об'єкти
- Православний храм у честь ікони Божої матері «Всіх скорботних Радість» у Бабиному Яру[15].
- Символична дерев'яна синагога «Місце для роздумів» за проєктом архітектора Мануеля Херця. Зроблена в формі книжки, що розкладається за допомогою рейок[16][17].
- Аудіовізуальна інсталяція «Дзеркальне поле» (автор ідеї та концепції — Максим Демиденко)[18].
- «Кришталева стіна плачу» (авторка — сербська й американська художниця Марина Абрамович)[19][20].
- «Погляд у минуле» (на місці прориву дамби під час куренівської трагедії)[21].
- «Погляд у минуле. Дерево» (на Берестейському проспекті)[22]

##### Галерея

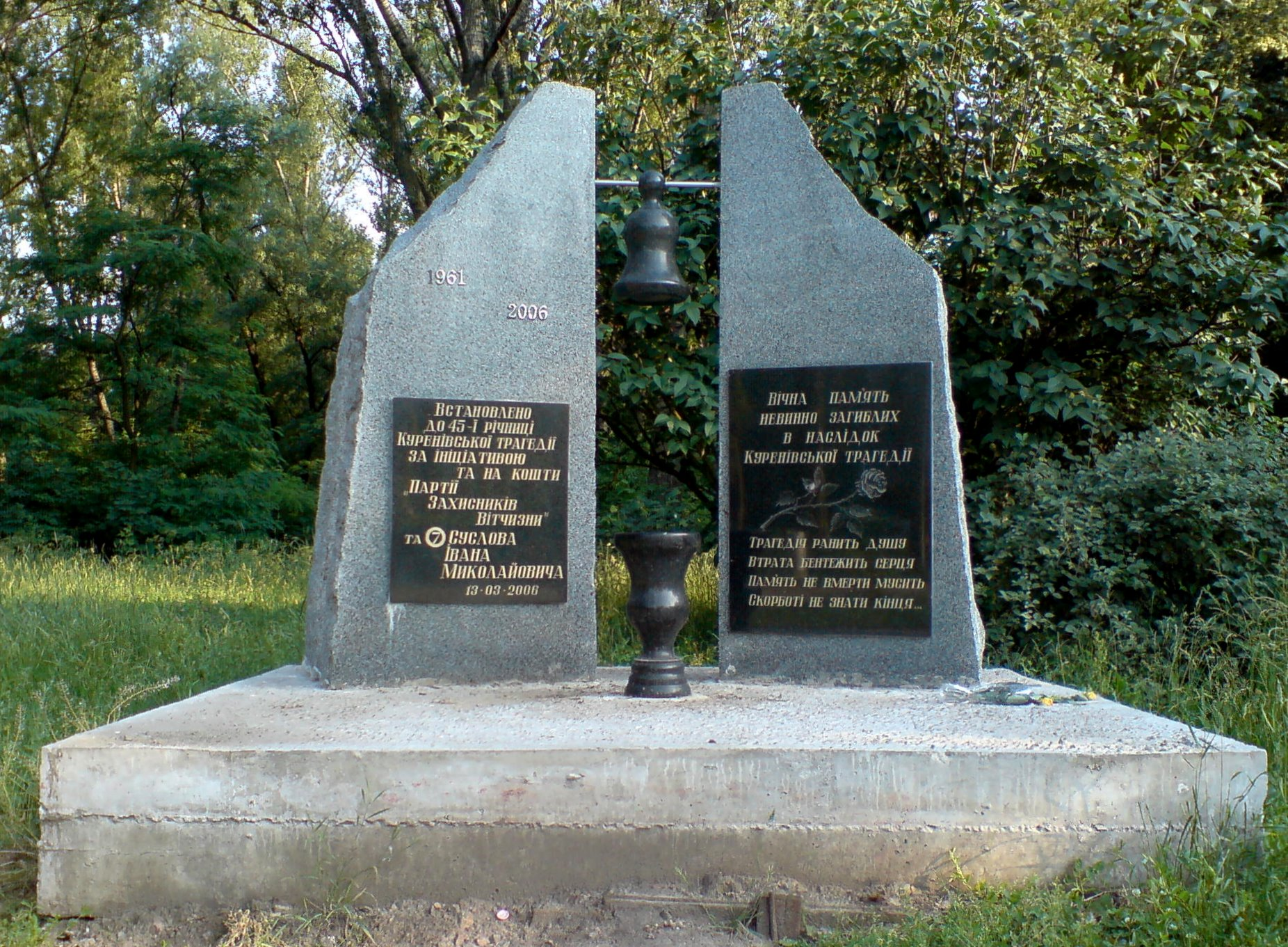
Пам'ятник жертвам Куренівської трагедії, відкритий у березні 2006 р.
Пам'ятник підпільниці Тетяні Маркус
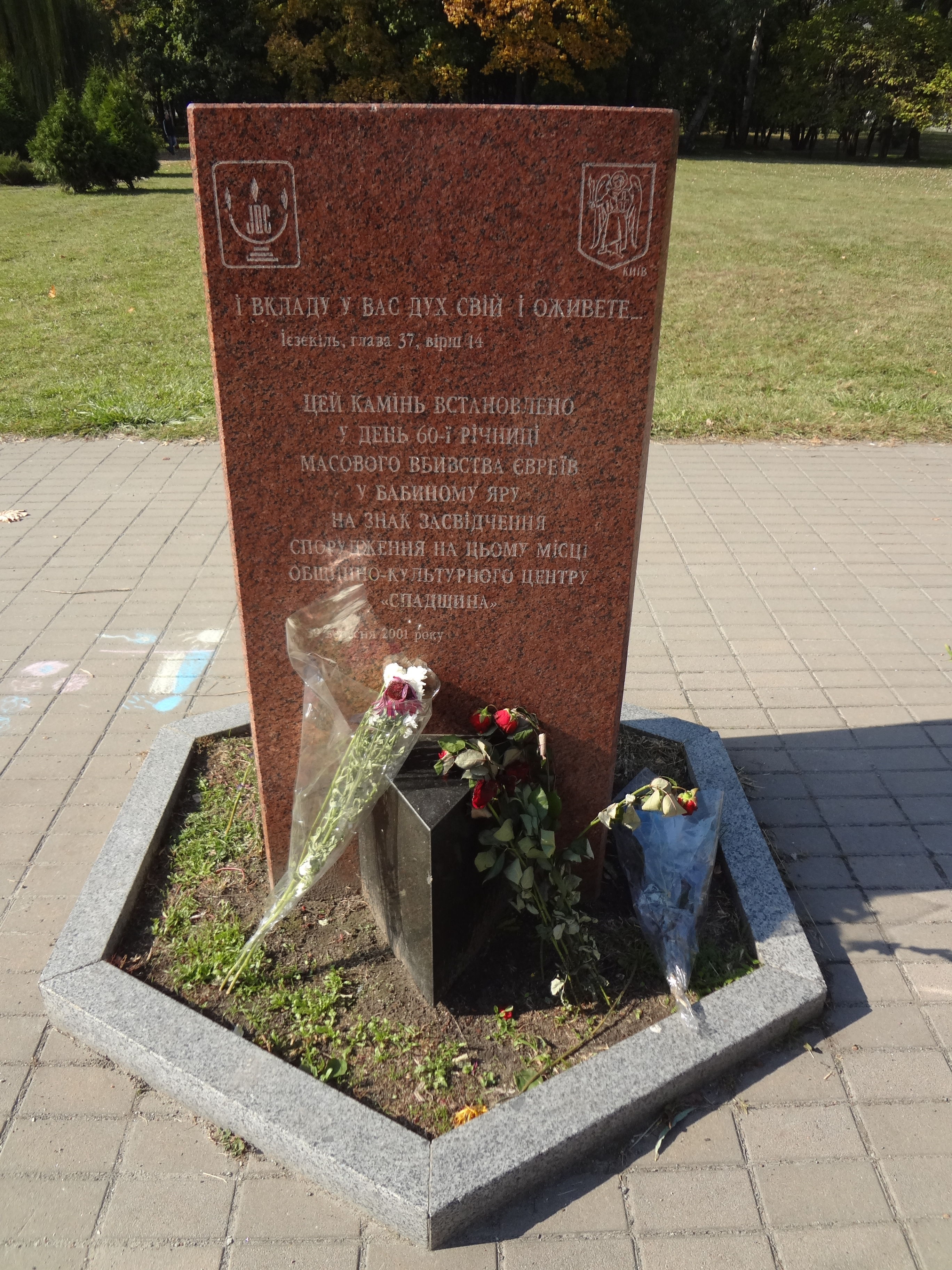
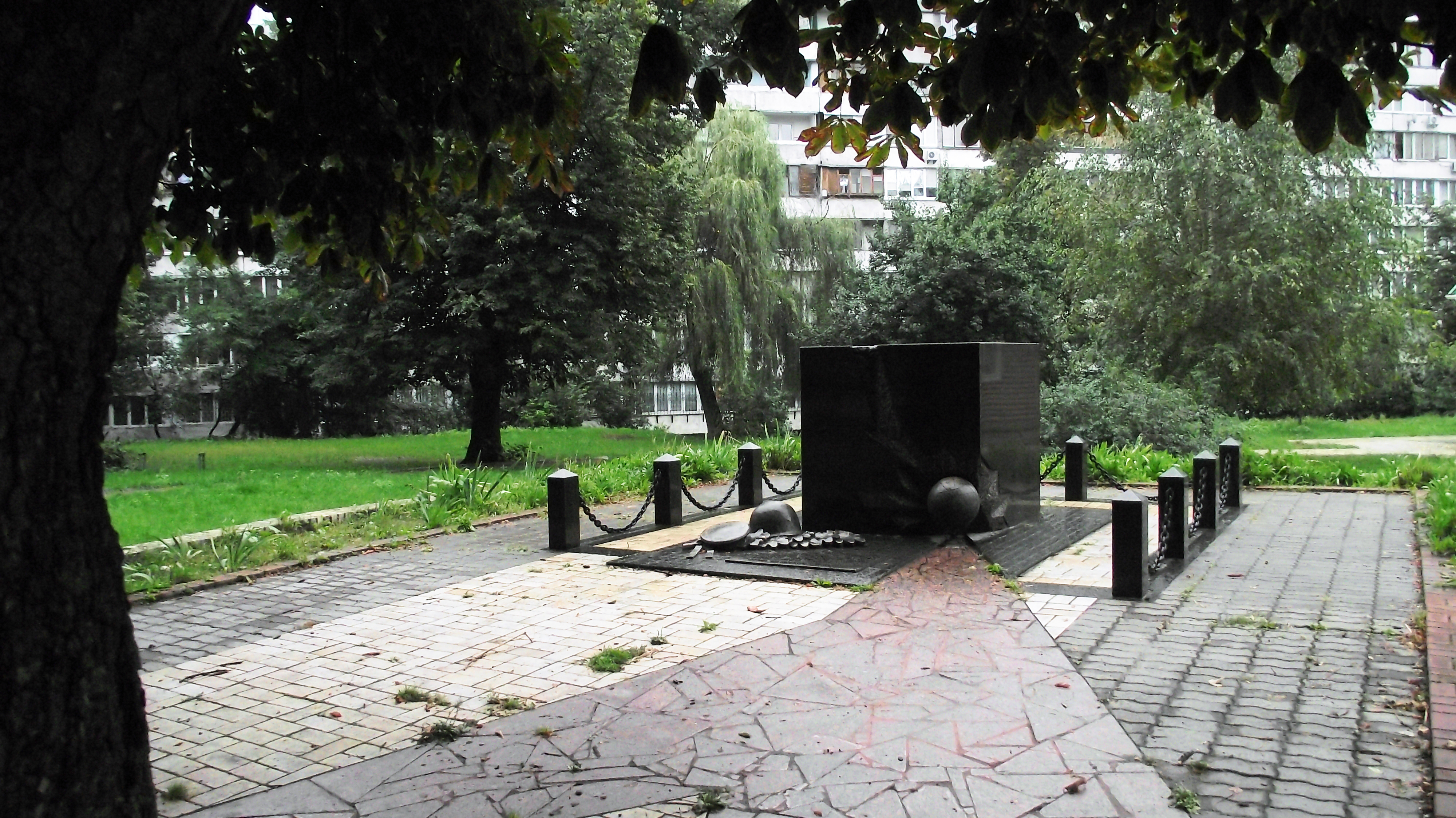
Пам'ятний знак на місці розстрілів в'язнів
Пам'ятник розстріляним у Бабиному яру дітям
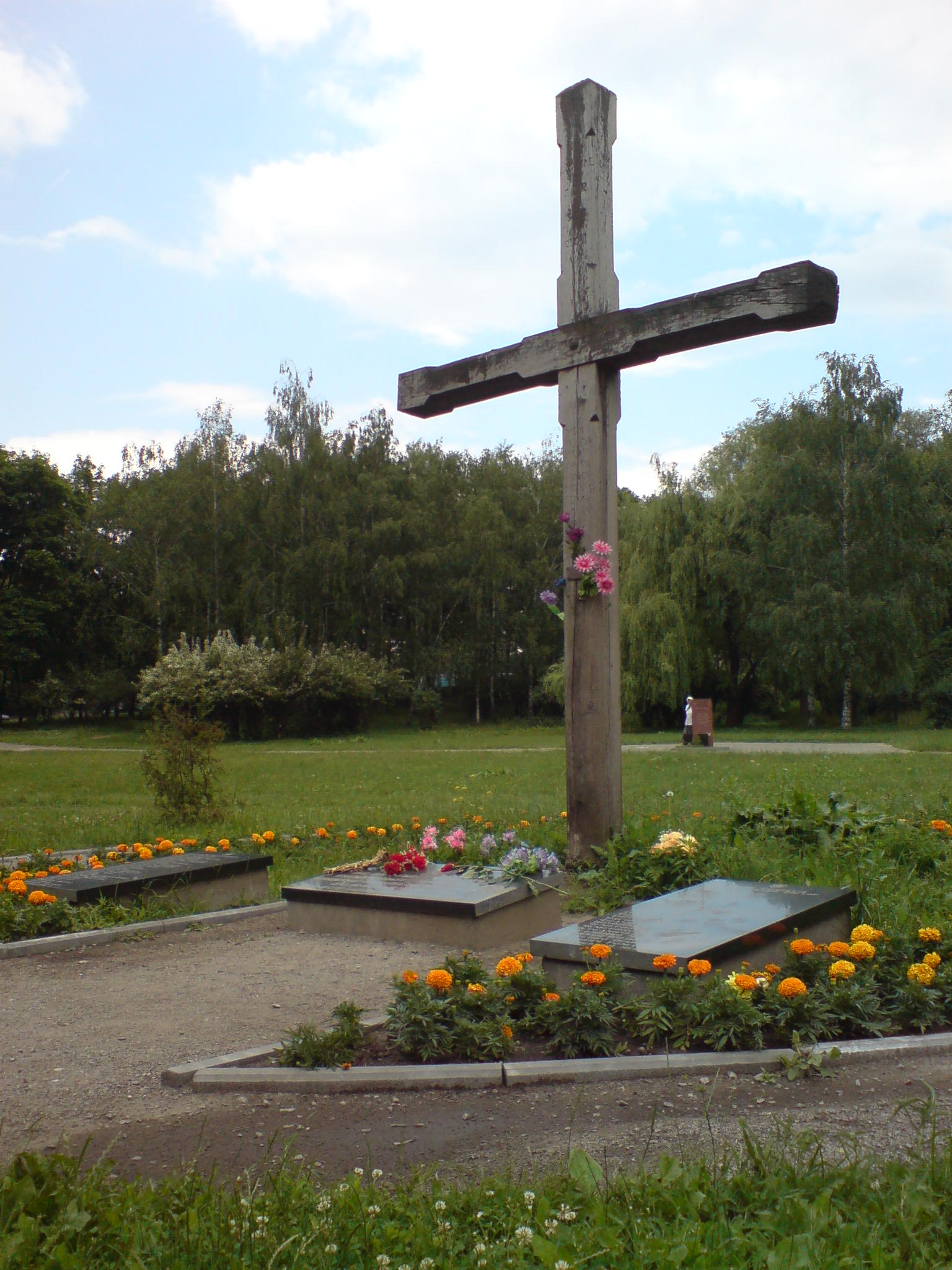
Дерев'яний хрест у пам'ять про членів ОУН, розстріляних у Бабиному Яру
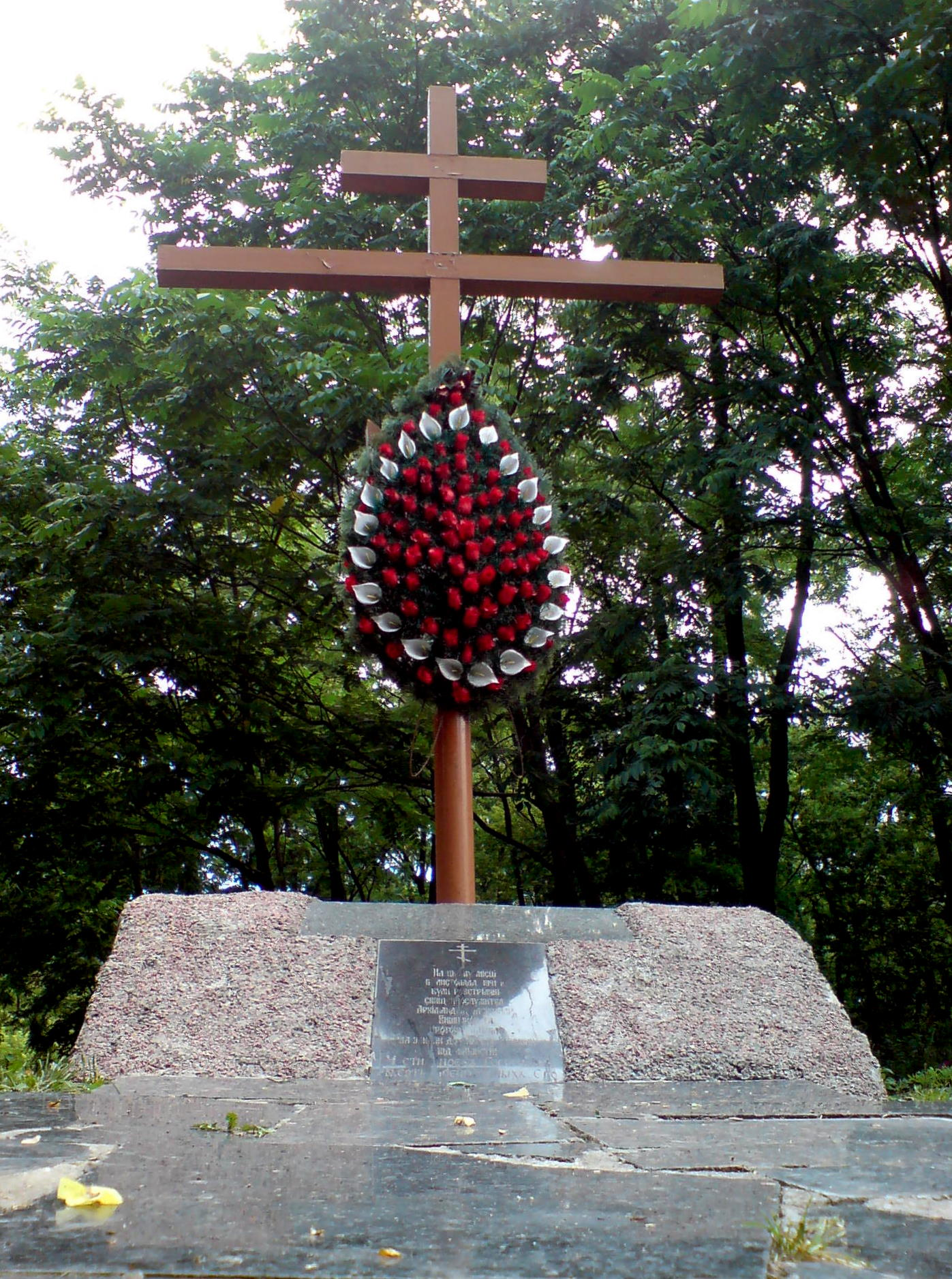
Хрест на місці розстрілу православних священиків у листопаді 1941 р.
Напис на одному з хрестів над урвищем, де відбувалися розстріли
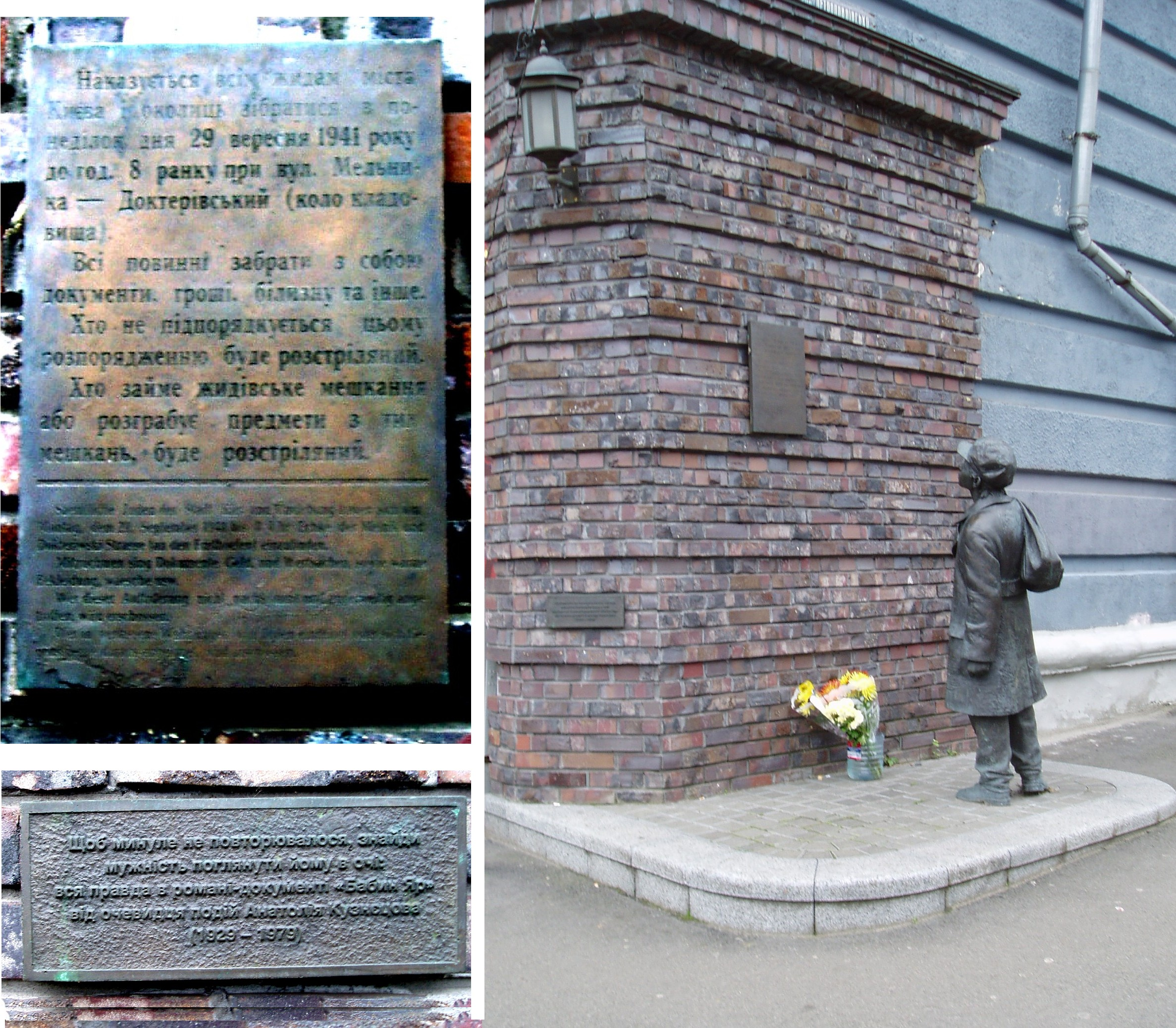
Пам'ятний знак жертвам Бабиного Яру на розі вулиць Кирилівської та Петропавлівської — пам'ятник письменнику Анатолію Кузнєцову. Скульптор Володимир Журавель. Бронза, 2009
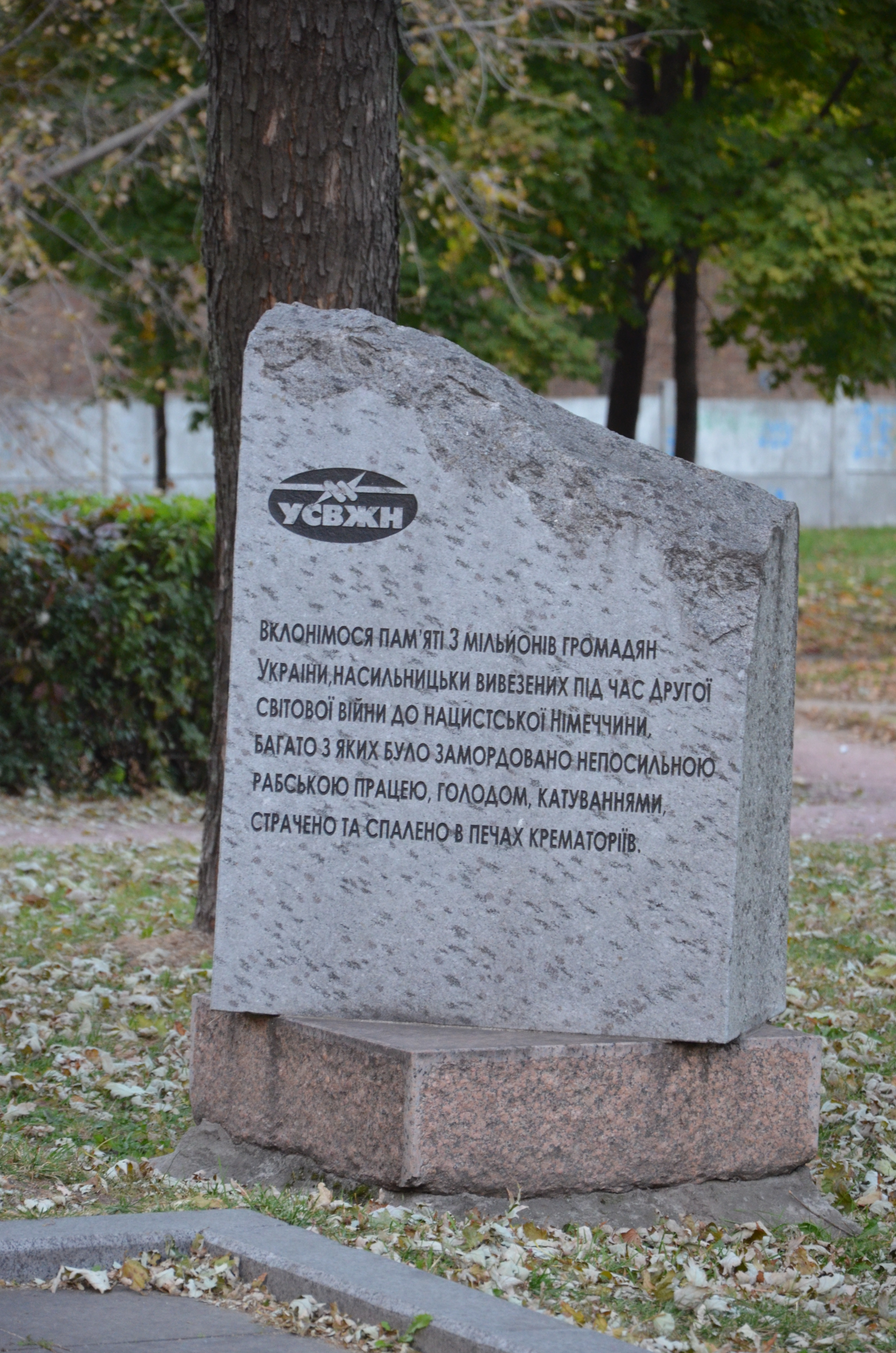
Пам'ятник мирним жителям і війсковополоненим
Синагога «Місце для роздумів»
Інсталяція «Дзеркальне поле»
Інсталяція «Кришталева Стіна плачу»

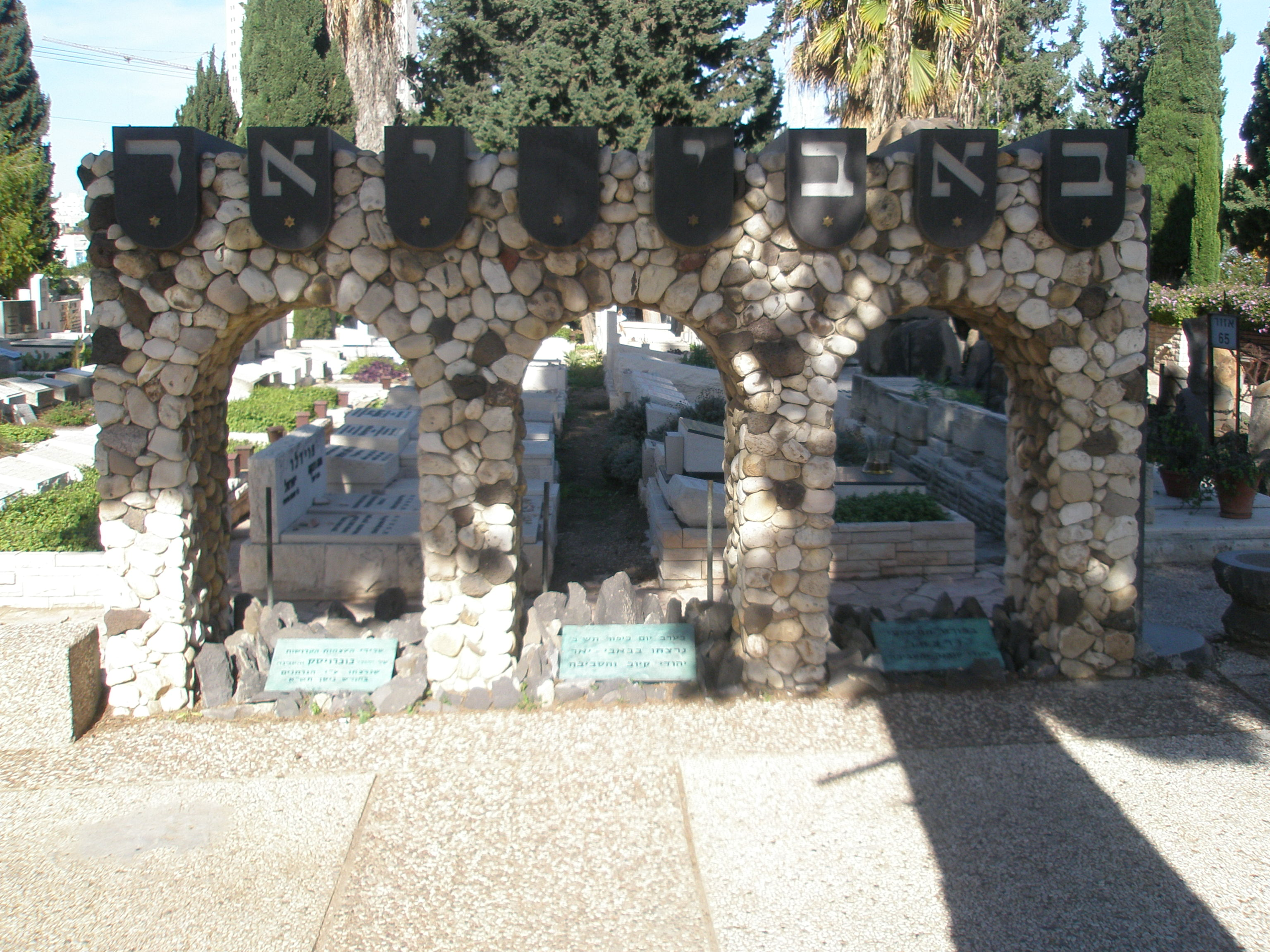
Пам'ятник у Нахлаті Іцхаку в Ізраїлі. Напис згори івритом — «Бабин Яр»

### Пам'ятники за межами України
Пам'ятник жертвам Бабиного Яру встановлено на цвинтарі Нахалат Іцхак в м. Гіватайім. Меморіал було зведено над фрагментами кісток з Бабиного Яру, які були захоронені на цвинтарі. Кістки були вивезені з України трьома студентами американського коледжу в липні 1971 року. Меморіал був відкритий в 1972 році прем'єр-міністром Ізраїлю Голдою Меїр. Щорічна церемонія проходить в день Йом-Ха-Шоа (День Голокосту).
28 вересня 2014 р. у передмісті Сіднею Бонді, в якому є велика російськомовна єврейська громада, збудовано меморіал жертвам масового знищення Бабиного Яру. Пам'ятник був відкритий мером та Малкольмом Тернбуллом. Зведення пам'ятника було ініціативою Виконавчої ради австралійського єврейства та її директора Олександра Рівшина, який народився в місті Києві, де відбувалася різанина. Англійська частина напису на пам'ятнику: «In memory of the Jews of Kiev, massacred at Babi Yar by the Nazis and their Ukrainian Collaborators, and in recognition of the suffering of Soviet Jewry».

## Меморіал "Бабин Яр"

### Національний меморіальний центр «Бабин Яр» (український проєкт)
У 2005 Президент України Віктор Ющенко підписав Про заходи щодо реалізації державної політики у сфері міжнаціональних відносин, релігій і церкви та наказав розглянути до 15 жовтня 2005 року питання щодо створення в установленому порядку державного історико-культурного заповідника «Бабин Яр». В. Янукович оголосив комплекс пам'яток в урочищі Бабин Яр у м. Києві Державним історико-меморіальним заповідником «Бабин Яр» з віднесенням його до сфери управління Міністерства культури і туризму. КМУ прийняв пропозицію MKT та Інституту національної пам'яті щодо передачі Державного історико-меморіального заповідника «Бабин Яр» до сфери управління зазначеного Інституту.
У березні 2007 року на території Бабиного Яру було створено Національний історико-меморіальний заповідник «Бабин Яр» з метою вшанування та увічнення пам'яті жертв війни і політичних репресій..
У 2010 ураховуючи значення державного історико-меморіального заповідника «Бабин Яр» для увічнення пам'яті жертв нацистських переслідувань та з метою сприяння дальшому розвитку заповідника Президент України Віктор Ющенко постановив надати державному історико-меморіальному заповіднику «Бабин Яр» статус національного і надалі іменувати його — Національний історико-меморіальний заповідник «Бабин Яр».
На базі Національного історико-меморіального заповідника «Бабин Яр» планується створення Меморіального центру «Бабин Яр», проект якого у лютому 2019 році  представили українській громадськості українські історики Інституту історії України НАН.

### Меморіальний центр Голокосту «Бабин Яр» (МЦГБЯ, приватний проєкт)
У вересні 2016 році російські олігархи Міхайло Фрідман, Павло Фукс та Герман Хан ініціювали створення приватного Меморіальний центр Голокосту «Бабин Яр» (МЦГБЯ) на території Бабиного Яру.
Цей проєкт викликав суттєві застереження в українському суспільстві. Послідовним його критиком виступає співпрезидент Асоціації єврейських громадських організацій та общин України Йосиф Зісельс. Він вважає проєкт «троянським конем» російського президента Володимира Путіна, з допомогою якого він збирається нав'язувати світові російський антиукраїнський наратив що українці антисеміти, націоналісти, фашисти, та нацисти. Історик, дослідник голокосту Віталій Нахманович вважає проєкт побудованим людьми за радянським світоглядом, та що проєкт фактично відбілює образ радянської влади У травні 2020 року з закликом до української влади зупинити антиукраїнський проєкт меморіалу про Бабин Яр спонсорований за гроші російських олігархів у часи російської військової агресії в Україні виступили понад 750 українських інтелектуалів, серед яких Ярослав Грицак, Мустафа Джемілєв, Іван Дзюба.
На думку наукової співробітниці Інституту історії України Тетяни Пастушенко, якби не російський приватний проєкт у Бабиному Яру, українська держава ще довго б не робила нічого для створення музею.
Проєкт мав підтримку Володимира Зеленського, Віталія та Володимира Кличків, колишніх президентів Леоніда Кравчука та Александра Квасневського, Віктора Пінчука, головного рабину Києва Якова Дов Блайха. Активним адкокатом проєкту виступає Натан Щаранський.
У березні 2022 року Михайло Фрідман вийшов з наглядової ради меморіального центру.

## У мистецтві
|                                                        |  |  |
| Срібна монета "80-ті роковини трагедії в Бабиному Яру" |  |  |

У 1945 році Дмитро Клебанов, український композитор і диригент єврейського походження, написав у свою Симфонію № 1 («Бабин Яр»). Тематичний матеріал симфонії був пронизаний єврейськими мелодіями, а апофеозом став скорботно-траурний вокаліз, так нагадує єврейську поминальну молитву Кадиш. Після заборони на виконання симфонії, композитора відсторонили від посади Голови Харківської організації Спілки композиторів і на довгі роки відсунули присвоєння йому звання професора. Симфонію виконали лише через 45 років, у 1990 році в Києві, але Клебанова вже не було в живих.

Про Бабин Яр писали Віктор Некрасов, Євген Євтушенко, Яким Левич, Валентин Галочкин, Олександр Шлаєн, Захар Трубаков, Дмитро Клебанов, Єфрем Баух, Ілля Левітас. Вiдомi поема Є. Євтушенка, роман А. Кузнєцова.
|                                                 |  |  |
| Монета "80-ті роковини трагедії в Бабиному Яру" |  |  |

Трагедії присвячена Симфонія № 13 сі-бемоль мінор, op. 113 Шостаковича. Роботу над симфонією Дмитро Дмитрович почав ще в березні 1962 року. Основою тексту стали п'ять творів поета Євгена Євтушенка: «Бабин Яр», «Гумор», «В магазині», «Страхи», «Кар'єра». Перше її виконання відбулося в Москві 18 грудня 1962 року. Вдруге симфонія була виконана в Мінську в березні 1963 року.
Про Бабин Яр знято низку фільмів, зокрема «Бабин Яр. Уроки історії» (1981), «Бабин Яр. Правда про трагедію» (1991, режисер — Олександр Шлаїн), фільм «Бабин Яр» 2002, фільм «Бабин Яр» 2003, фільм «Дамський кравець».
27 вересня 2021 року Національний банк України випустив дві ювілейні монети до 80-ти річчя трагедії.